# Immortal Legacy: The Jade Cipher
Immortal Legacy: The Jade Cipher ist ein Virtual-Reality-Action-Adventure des chinesischen Spieleentwicklers VIVA Games, das am 20. März 2019 exklusiv für die PlayStation 4 erscheint und den Besitz des Head-Mounted Displays von PlayStation VR voraussetzt. Zur Steuerung werden die PlayStation-Move-Controller benötigt.
Angekündigt wurde das Spiel im Jahr 2017 auf der chinesischen Messe ChinaJoy (China Digital Entertainment Expo & Conference) in Shanghai als Kill X. In Europa erscheint die für den Westen lokalisierte Fassung unter dem Namen Immortal Legacy: The Jade Cipher. Laut Shun, dem CEO des Entwicklerstudios VIVA Games, soll das Spiel den Anfang einer mehrteiligen Gaming-Saga darstellen und die Namensänderung wäre notwendig gewesen, um die in der Geschichte behandelten Themen besser zu erfassen.

## Handlung
Der Spieler übernimmt die Rolle von Tyre, einem ehemaligen Soldat einer Spezialeinheit, der nach dem mysteriösen Tod seiner Mutter auf die Insel Yingzhou reist. Zusammen mit Ksana, einer Freundin seiner Mutter, versucht er, die Wahrheit über ihren Tod aufzudecken. Bei der Erkundung der Insel wird Tyre mit menschlichen und nicht-menschlichen Gegnern konfrontiert und kommt einer geheimen Organisation auf die Spur, die grausame Experimente durchführt. Die Handlung basiert auf einer alten chinesischen Legende, die für das Spiel in die Gegenwart übertragen und entsprechend inhaltlich modernisiert wurde.

## Spielprinzip
Der Spieler steuert die Spielfigur Tyre mit zwei PlayStation-Move-Controllern. Die Fortbewegung erfolgt ohne eine sogenannte Teleportation, das bedeutet, dass der Spieler sich frei in der Umgebung bewegen kann, indem er mit einem Controller in die gewünschte Richtung zeigt und mit einem Tastendruck läuft. Die Bewegungsfreiheit von 360 Grad erlaubt es, Gegner nicht nur direkt zu konfrontieren, sondern sich auch in deren Rücken anschleichen zu können. In den Action-Sequenzen stehen 15 unterschiedliche Waffen zur Verfügung, von denen zwei gleichzeitig genutzt werden können. So kann der Spieler mit einer Pistole schießen und unabhängig davon mit der anderen Hand eine Granate durch eine Wurfbewegung auf Gegner schleudern. Neben der Erkundung der Umgebung und den Ego-Shooter-Passagen gegen Feinde wie Söldner und Monster, ist das Lösen von Rätseln ein zentrales Spielprinzip. Nur wenn Tyre Geschicklichkeitstest erfolgreich absolviert und Hinweise entschlüsselt, wird ein weiterer Spielabschnitt freigegeben oder es können versteckte Sammelgegenstände gefunden werden.

## Rezeption
Die ersten Berichte der Fachpresse, die eine frühe Version des Spiels unter dem Arbeitstitel Kill X bereits begutachten konnten, berichten von flüssigen Bewegungen in der virtuellen Umgebung und einer gut durchdachten Steuerung der Spielfigur, was zu einer gelungenen Immersion führt. Die Spielmechanik, vor allem das Vorgehen der Gegner in den Action-Sequenzen, die Darstellung des Helden Tyre, die an die Spielfigur des Nathan Drake erinnert sowie die Ruinen-artige Umgebung, wird dabei mit dem Spiel Uncharted verglichen. Die Grafik des Spiels wird als grundsolide beschrieben.

„Fazit: » Einige clevere Einfälle bei der Tastenbelegung sorgen dafür, dass Kill X auch ohne Roomscale VR-Unterstützung im Sitzen die Illusion völliger Bewegungsfreiheit liefert. Die Shooter-Elemente sind ebenfalls gut umgesetzt: Ein Laservisier hilft beim Zielen, Granaten können stilecht per Wurfbewegung zu ihrem Empfänger bugsiert werden.«“